# Casa de La Rochefoucauld
La casa de La Rochefoucauld es una de las familias más antiguas de la nobleza francesa actual, conocida por el autor de Máximas de La Rochefoucauld, Francisco VI. Sus orígenes se remontan a los señores de La Roche, feudo de Angoumois, actual departamento de Charente. Conocidos con este nombre entre los siglos X y XI (pruebas oficiales de nobleza : 1019), adoptaron el apellido La Rochefoucauld más distintivo en el siglo XIII.

## Origen del nombre
Algunos autores afirman, aunque sin pruebas, que el primer miembro de esta familia, Adémar, conocido como Amaury O Esmerin, habría sido el menor de los vizcondes de Limoges o hijo del señor Hugo I de Lusignan. Esta hipótesis podría ser reforzada por el escudo de armas de la familia. Sin embargo, esta hipótesis no puede ser muy tenida en cuenta porque este apareció en el siglo XII por iniciativa de Gui IV (1147-1170), señor de La Rochefoucauld, Marthon, Verteuil y Blanzac , hijo de Robert de Marthon et d'Emma de La Rochefoucauld. Robert de Marthon era el nieto de Robert de Montberon, al mismo tiempo nieto de Hugo III de Lusignan. Gui IV recibió el nombre de su abuelo materno y las posesiones de la casa de la Rochefoucauld de la cual su madre era la única heredera. Las armas designan que su padre pertenecía a una rama menor de la casa de Lusignan. Se podría remarcar que los nombres de bautismo de los hijos designaban en la Edad Media la pertenencia a determinados linajes. Así, los hijos de Foucauld recibieron los nombres de Guy y Adémar que se daban tradicionalmente a la familia que ostentaba el vizcondado de Limoges. Las hijas, Ava y Gerberge, se habrían casado con Aimery Ostafranc (primer señor de Rochechouart) y Hugo (vizconde de Châtellerault) respectivamente. El sobrenombre de vir nobilissimus dado a Foucauld en diferentes documentos de 1019 y 1027-1030 parecen mostrar que pertenecía a una familia carolingia, probablemente a la casa de Limoges, cuyo fundador es Foucher o Foucauld, segundo hijo de Raimundo I de Roergue, él mismo hijo de Foucaud de Rouergue.
Los trabajos de André Debord establecen este origen en la casa de Montberon en el siglo XII. El escudo de armas de Montbéron hace pensar también en el de Lusignan, de donde tendrían su origen, por lo que todas estas casas podrían tener el mismo origen (ya que todos los escudos coinciden en las barras azules y plateadas y los picos).
El señorío de La Roche se divide en baronías en el siglo XIII. Los descendientes de Foucauld I de la Roche y de Jarsande unirían a su nombre Foucauld.

## Señores, después barones de La Rochefoucauld (siglosX-XV)

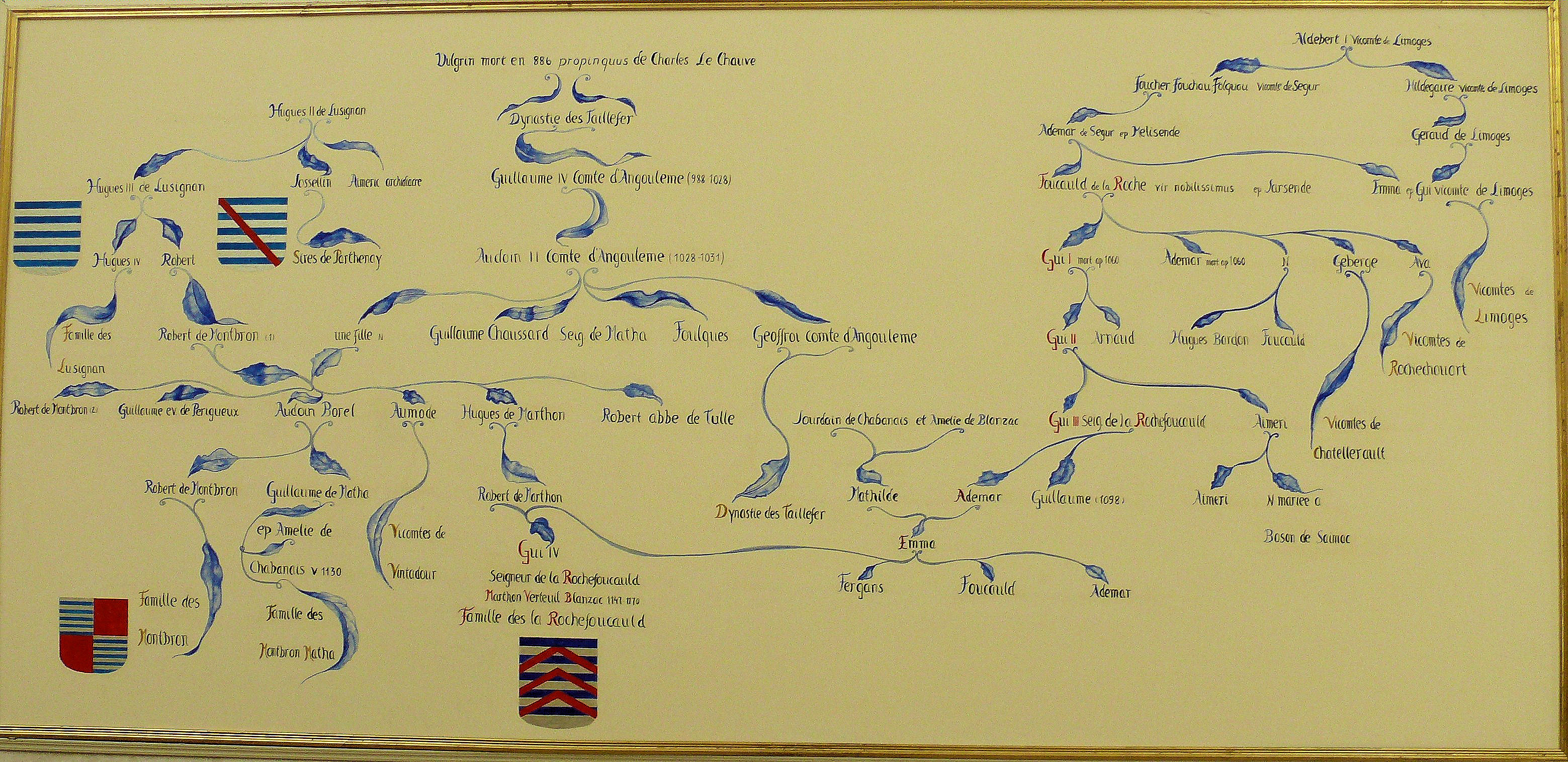
Genealogía de la casa de La Rochefoucauld, capilla del castillo de La Rochefoucauld.

1. Adémar (o Amaury) de La Roche, (952-1037), casado con Alaïz, con quien tuvo a Foucauld (abajo) y a Géraud.
Esta relación propuesta por algunos autores del siglo XVIII no es segura y se considera una simple tradición. No aparece en la genealogía de la casa de la Rochefoucauld escrita por Madame Matossian en el panel que se encuentra en la capilla del castillo de la Rochefoucauld. Se cree que hay una relación con los vizcondes de Limoges por. Genealogía muy fantasiosa, según algunos historiadores.
2. Foucauld I de La Roche (hijo del anterior), señor de la Roche, (978-1047), se casó en primeras nupcias con N. de quien tuvo al menos cuatro hijos, entre los cuales Gui I (abajo), y en segundas nupcias con Jarsende de Châtellerault. Sus hijas Ava y Gerberge se casaron, la primera con Aimery I de Rochechouart, vizconde de Rochechouart, y la segunda, Gerberge, con Hugues de Châtellerault.
3. Gui Ier de La Roche (hijo del anterior), funda en 1060 el priorato de Saint-Florent de La Rochefoucauld. Fue padre de Gui II (abajo), y de Arnaud.
4. Guy II de La Roche (hijo del anterior), señor de La Rochefoucauld (1081). Se casó con Eve, cuyo apellido se ignora, y tuvieron al menos tres hijos varones, entre ellos Gui III (abajo).
5. Guy III de La Roche (hijo del anterior), señor de La Rochefoucauld († 1120). Fue padre de Aymar (abajo).
6. Aymar de La Roche (hijo del anterior), señor de La Rochefoucauld y de Verteuil († en 1140). Llevó a cabo diferentes guerras contra Vulgrin II de Angoulema. Se casó con Mathilde de Chabanais, de quien tuvo una hija, Emma. Emma se casó con Robert de Marthon, señor de Marthon[4]
Esta genealogía aparece durante el matrimonio de Emma de La Rochefoucauld con Robert de Marthon en el libro de Marie Vallée. Explica por qué el escudo de armas de La Rochefoucauld coge elementos del de Lusignan a partir de Gui IV.
7. Guy IV de La Roche (nieto del anterior : hijo de Emma de La Rochefoucauld y de Robert de Marthon), señor de La Rochefoucauld, Verteuil, Marthon, Blanzac. Lleva  a cabo guerras contra Guillaume, conde de Angulema. Asiste en 1170 al homenaje de la Abadía de Saint-Amant-de-Boixe. Se casó con una hija de Aimery, vizconde de Rochechouart y tuvieron dos hijos, entre ellos Foucauld II, (abajo).
8. Foucauld II de La Roche (hijo del anterior) señor de La Rochefoucauld. Sirvió en la armada del rey Felipe II de Francia y fue hecho prisionero de 1198 en la batalla de Gisors. Fue padre de al menos cuatro hijos varones, entre ellos Guy V y Aimery I (abajo).
9. Guy V de La Rochefoucauld (hijo del anterior), funda el convento de Cordeliers en Angulema en 1230, y murió sin descendencia.
10. Aimeri I de La Rochefoucauld (hermano del anterior e hijo de Foucauld II), señor de La Rochefoucauld en 1219, y de Verteuil tras un largo proceso contra el conde de la Marche. Murió después de 1250. Se casó con Létice l'Archevêque de Parthenay, con quien tuvo al menos cinco hijos, siendo su primogénito:
11. Guy VI de La Rochefoucauld (hijo del anterior), señor de La Rochefoucauld, de Verteuil, de Marthon, de Saint Claud, de Saint Laurent, de Blanzac y de Cellefrouin, se alió a la causa de Hugo VII de Lusignan, conde de la Marche, contra el rey Luis IX de Francia. En 1295, se retiró a la abadía de Grosbos y murió el mismo año. Se había casado con Agnès de Rochechouart, de quien tuvo al menos nueve hijos, siendo el menor y sucesor Aimeri II, (abajo).
12. Aimeri II de La Rochefoucauld (hijo del anterior), barón de La Rochefoucauld, señor de Verteuil, de Marthon, de Saint Claud, de Saint Laurent, de Blanzac, de Monteil y de Cellefrouin (1265-1295). En 1280, se casó con Dauphine de La Tour-d'Auvergne, con quien tuvo cinco hijos, entre ellos Gui VII, (abajo), Geoffroi, señor de Verteuil; Aimar, señor de Cellefrouin; Guillaume, señor de Saint-Claude y Saint-Laurent de Ceris.
13. Guy VII de La Rochefoucauld (hijo del anterior), barón de La Rochefoucauld. Sirvió al rey Felipe V de Francia contra los flamencos (1317-1318). Fue excomulgado por Aiguelin de Blaye, obispo de Angulema, por no haber llevado uno de los pies de su sillón el día de su nombramiento (deber que tenía). Fundador del Convento des Carmes de La Rochefoucauld (1329). Hizo su testamento en 1344. Se casó en 1309 con Agnès de Culant, con quien tuvo al menos nueve hijos, entre ellos el mayor Aimeri III (abajo).
Se afirma que Gui VII fue asesinado cerca del rey Juan II de Francia durante la batalla de Poitiers (1356), pero no parece ser compatible con la cronología de su hijo y la fecha de tu testamento..
14. Aimeri III de La Rochefoucauld (hijo del anterior), barón de La Rochefoucauld. Sirvió al rey Felipe VI de Francia. Murió el 16 de septiembre de 1362. Se casó, tras la muerte de su primera mujer en 1349 con Rogette de Grailly, hija de Jean de Grailly, con quien tuvo a Gui VIII, (abajo).
15. Guy VIII de La Rochefoucauld (hijo del anterior), barón de La Rochefoucauld. Menor de edad a la muerte de su padre, su tío Geoffroy asumió su tutela. En nombre de su sobrino, juró fidelidad en Angulema a Eduardo de Woodstock. En 1370, el rey Carlos V de Francia acordó los derechos de justicia sobre sus tierras a Gui VIII una vez que sobrepasó la mayoría de edad. Fue gobernador de Angoumois, consejero y, a partir de 1394, chambelán de los reyes Carlos V de Francia, Carlos VI de Francia y del duque de Borgoña Felipe II. Es en este momento cuando se convierte en uno de los hombres de confianza del rey. Combatió en 1380 en Burdeos contra Guillaume de Montferrand, partidario de los ingleses. Se casó en primeras nupcias con Jeanne de Luxemburgo con quien no tuvo descendencia. En segundas nupcias, se casó con Marguerite de Craon, con quien tuvo al menos ocho hijos, entre ellos Foucauld III, (abajo).
16. Foucauld III de La Rochefoucauld (hijo del anterior), barón de La Rochefoucauld, consejero, chambelán del rey Carlos VII de Francia († 1467). Caballero, participó en el sitio de Fronsac. Recibió a Carlos VII en su castillo durante la batalla de Castillon, que puso fin a la guerra de los Cien Años. Se había casado con Jeanne de Rochechouart, con quien tuvo tres hijos, entre ellos Jean I, (abajo).
17. Jean I de La Rochefoucauld ( -†1471), barón de La Rochefoucauld, señor de Montignac, de Marcillac, consejero y chambelán de Carlos VII de Francia y de Luis XI de Francia, gobernador de Bayona y senescal de Perigord.[5] Vasallo del conde de Angulema para ser gobernador y tutor de los bienes de Carlos de Orleans (1459-1496). Se casó con su prima Marguerite de La Rochefoucauld, dama de Barbezieux y de Montendre, con quien tuvo, al menos, a François I de La Rochefoucauld, (abajo). »

## Condes de La Rochefoucauld (y príncipes de Marcillac) (sigloXVI)

Blasón de La Rochefoucauld de Roye, condes de Roucy.

El rey Francisco I de Francia eleva la baronía de La Rochefoucauld a condado en abril de 1528.
1. François I de La Rochefoucauld, conde de La Rochefoucauld († 1541). Chambelán de los reyes Carlos VIII de Francia y Luis XII de Francia. Padrino de Francisco I de Francia, lo sostuvo en la pila bautismal (12 de septiembre de 1494, Cognac; el nombre del rey fue dado en su honor. Se casó en primeras nupcias con Luisa de Crussol, con quien tuvo a François II (abajo). Se casó en segundas nupcias con Barbe du Bois, origen de la segunda rama de La Rochefoucauld-Doudeauville.
2. François II de La Rochefoucauld, conde de La Rochefoucauld, príncipe de Marcillac, barón de Verteuil, etc. (1494 - 1533). Contrae matrimonio con Anne de Polignac (1518). Construye la parte renacentista del castillo de La Rochefoucauld.
3. François III de La Rochefoucauld (1521 - 24 de agosto de 1572), conde de La Rochefoucauld, príncipe de Marcillac, conde de Roucy, barón de Verteuil, etc. Gran hombre de guerra. Se casó por primera vez con Sylvie Pic de la Mirandole, nieta del filósofo Jean Pic de la Mirandole; de este matrimonio nace François IV de La Rochefoucauld. Contrae matrimonio por segunda vez con Charlotte de Roye († 8 de abril de 1571), condesa de Roucy, cuñada del príncipe de Condé. Protestante, fue asesinado durante la Matanza de San Bartolomé.
El título de Roucy y de Roye pasa, según el contrato de su segundo matrimonio, a  Josué de La Rochefoucauld de Roye, segundo hijo y patriarca de la rama La Rochefoucauld de Roye
4. François IV de La Rochefoucauld (1554 - 15 de marzo de 1591) (hijo del anterior). Conde de La Rochefoucauld, príncipe de Marcillac, conde de Roucy, barón de Verteuil, etc. Casado con Claude d'Estissac (27 de septiembre de 1587). Protestante, fue asesinado en Saint-Yrieix-la-Perche por la Liga Católica.

## Duques de La Rochefoucauld (siglosXVII-XXI)
Luis XIII convierte el condado de la Rochefoucauld en ducado el 22 de abril de 1622.
1. François V de La Rochefoucauld, (hijo del anterior), primer duque de la Rochefoucauld y de La Roche-Guyon (7 de septiembre de 1588 - 8 de febrero de 1650). Católico, apoya a Luis XIII. Participó en el sitio  de Saint-Jean-d'Angély (1621) y en el sitio de Montpellier. Casado con Gabrielle du Plessis-Liancourt en julio de 1611;

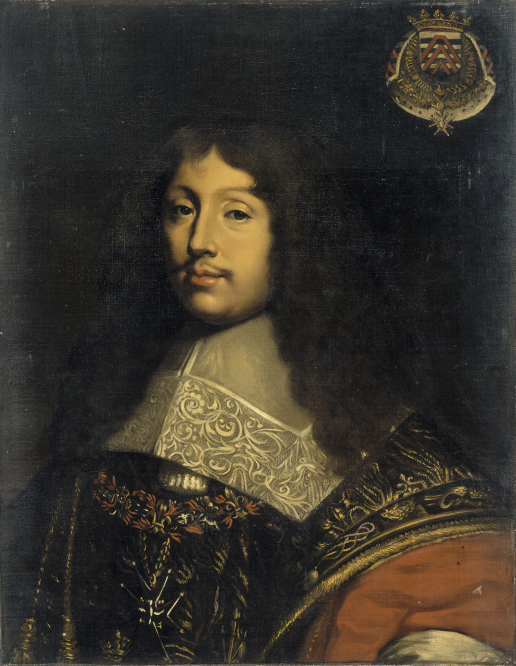
François VI de la Rochefoucauld
2. François VI de la Rochefoucauld (hijo del anterior), segundo duque de la Rochefoucauld (15 de diciembre de 1613 - 17 de marzo de 1680. Casado con Andrée de Vivonne el 20 de enero de 1628. Escritor y autor de las Máximas, llevó una vida mundana tras haber participado en diferentes intrigas, especialmente en la Fronda;
3. François VII de La Rochefoucauld (hijo del anterior), tercer duque de la Rochefoucauld (15 de junio de 1634 - 12 de enero de 1714). Gran cazador de Francia. Casado con su prima Jeanne du Plessis-Liancourt;
4. François VIII de La Rochefoucauld (hijo del anterior), cuarto duque de la Rochefoucauld (17 de agosto de 1663 - 22 de abril de 1728). Casado con Magdeleine Charlotte le Tellier de Louvois, hija de François Michel Le Tellier de Louvois ;
5. François IX de La Rochefoucauld (1681 - 1699), hijo del anterior y hermano del siguiente ;
6. Alexandre de La Rochefoucauld (hijo de François VIII de La Rochefoucauld), quinto duque de la Rochefoucauld (29 de septiembre de 1690 - 1762. Casado con Elisabeth-Marie-Louise-Nicole de Caylard de Toiras d'Amboise (30 de julio de 1715). Comprometido con el affaire de Metz,[6] Alexandre de La Rochefoucauld es exiliado a sus tierras de la Roche-Guyon en 1744. La duquesa d'Enville le sigue. Se dedicaron a embellecer su morada y generar bienes en sus terrenos;
7. François X de La Rochefoucauld (1717-1718), hijo mayor de Alexandre, muerto a temprana edad ;
8. François XI de La Rochefoucauld (1720-1721), segundo hijo de Alexandre, muerto a temprana edad ;
El título de duque se transmite al primer hijo de la descendencia. Como los dos hijos de Alexandre de la Rochefoucauld mueren a temprana edad, sólo quedan las hijas que no pueden recibir el título ni transmitirlo a su descendencia.
En 1731, el duque de la Rochefoucauld decide casar a su hija mayor Marie-Louise Nicole Élisabeth de La Rochefoucauld, con uno de los hermanos de éste. Sin embargo, éste muere apenas unos días antes de que se celebre la boda. Alexandre de La Rochefoucauld debe pedir ayuda al rey para que acepte que el título de duque se transmita al primero de los nietos que nazca. Luis XVI lo acepta bajo una condición: que Marie-Louise de La Rochefoucauld se case con un miembro de la misma casa.
9. Marie-Louise Nicole Elisabeth de La Rochefoucauld (1716 -1797). Se casa en 1732 con su primo Jean-Baptiste de La Rochefoucauld de Roye, perteneciente a una de las ramas menores de la familia. El nuevo esposo es el duque de Anville, por lo que Marie-Luise se convierte al mismo tiempo en duquesa. Se transmite entonces el título de duque al hijo de éstos, conforme se había dispuesto. Sin embargo, es ella quien gestiona el ducado hasta que el título pudiese pasar de abuelo a nieto.
10. Louis-Alexandre de  La Rochefoucauld (1743 -1792, asesinado), sexto duque de la Rochefoucauld a la muerte de su abuelo. Miembro de la Academia de Ciencias de Francia, miembro de la Asamblea de notables de 1797, diputado de la nobleza de París durante los Estados generales de 1789. Casado con Alexandrine-Charlotte-Sophie, hija del duque de Rohan-Chabot y de Marie de La Rochefoucauld (hermana de Louis Alexandre), muere víctima de las masacres de septiembre en Gisors sin descendencia, por lo que el título ducal pasa a su primo hermano;
11. François XII de La Rochefoucauld-Liancourt, séptimo duque de la Rochefoucauld (París, 11 de enero de 1747 - 27 de marzo de 1827). Filántropo, creador de la Escuela Nacional Superior de Artes y Oficios, defensor de la vacuna en Francia. Es quien, el 15 de julio de 1789, responde a Luis XVI de Francia preguntando « ¿Es una revuelta? » : « No, Señor, es una Revolución ». Hombre de política, formó parte de la oposición liberal durante la Restauración borbónica en Francia. Durante su funeral, los jóvenes de su escuela llevaron el féretro;
12. François XIII de La Rochefoucauld, octavo duque de la Rochefoucauld (París, 8 de septiembre de 1765 - 18 de noviembre de 1848). Casado con Marie-Françoise de Tott (1770 - 1854), en La Haya (24 de septiembre de 1793) ;
13. François XIV de La Rochefoucauld, noveno duque de la Rochefoucauld (La Haya, 11 de septiembre de 1794 - París, 11 de diciembre de 1874). Casado (París, 10 de junio de 1817) con Zénaïde de Chapt de Rastignac (París, 1798 - París, 19 de diciembre de 1875), nieta de su primo el duque de la Rochefoucauld-Doudeauville. Alfred de La Rochefoucauld, duque de La Roche-Guyon,segundo hijo de François XIV de La Rochefoucauld y de Zénaide Chapt de Rastignac fue el origen de la rama de La Rochefoucauld - La Roche-Guyon;
14. François XV de La Rochefoucauld, décimo duque de la Rochefoucauld (14 de abril de 1818 - 4 de diciembre de 1879). Coronel de caballería. Casado (París, 1852) con Radegonde-Euphrasie Bouvery (París, 13 de marzo de 1832 - París, 7 de noviembre de 1901); comendador de la Legión de honor (François Marie Ernest Augustin - base Léonore dossier LH2361/41)
15. François XVI de La Rochefoucauld Alfred-Gaston, undécimo duque de la Rochefoucauld (París, 21 de abril de 1853 - Mónaco, 24 de febrero de 1925 - inhumado el 2 de marzo de 1925). Casado (11 de febrero de 1892) con Matti-Elizabeth Mitchell (Portland (Oregón), 28 de agosto de 1866 - París, 21 de febrero de 1933). Ambos fueron enterrados en la capilla del castillo de La Rochefoucauld, que hicieron restaurar tras la muerte prematura de su primer hijo;
16. François XVII de La Rochefoucauld Marie-Alfred-Joseph (París, 25 de junio de 1905 - París, 11 de marzo de 1909). Enterrado en la capilla del castillo de La Rochefoucauld ;
17. Alfred de La Rochefoucauld Gabriel-Marie-François, duodécimo duque de la Rochefoucauld (París, 27 de septiembre de 1854 - París, 29 de julio de 1926). Hermano de François XVI, el título local le fue transferido. Casado (5 de junio de 1884) con Pauline Piscatory de Vaufreland ;
18. Jean de La Rochefoucauld François-Marie, decimotercer duque de la Rochefoucauld, séptimo duque de Liancourt, príncipe de Marcillac, duque de Anville (París, 10 de marzo de 1887 - París, 3 de enero de 1970). Casado (París, 27 de diciembre de 1917) con Edmée Frish de Fels (París, 1895-1991). Adoptado por su tío, undécimo duque de la Rochefoucauld ;
19. François XVIII de La Rochefoucauld Marie-Edmond-Hubert, decimocuarto duque de la Rochefoucauld, duque de Liancourt, duque de Anville (París, 12 de diciembre de 1920 - castillo de la Rochefoucauld, 29 de noviembre de 2011). Casado en segundas nupcias (París, 11 de octubre de 1950), con Sonia Marie Matossian, (hijo del anterior) ;
20. François XIX de La Rochefoucauld Alexandre-Marie-Joseph, (Neuilly-sur-Seine, 2 de abril de 1958), decimoquinto duque de la Rochefoucauld, duque de Liancourt, duque d'Anville, (hijo del anterior) ;
21. François de La Rochefoucauld (1984), (hijo del anterior), príncipe de Marcillac, heredero del título.

## Duques de La Roche-Guyon (siglos XIX - XXI)
1. Alfred I de La Rochefoucauld (París, 5 de septiembre de 1819 - París, 2 de julio de 1883), primer duque de La Roche-Guyon. Casado (París, 5 de febrero de 1851) con Isabelle Nivière (París, 1833 - Castillo de La Roche-Guyon, 1911).
2. Pierre de La Rochefoucauld (París, 26 de julio de 1853 - Castillo de La Roche-Guyon, 29 de septiembre de 1930). Segundo duque de La Roche-Guyon. Casado (Castillo de Versainville, Versainville, 30 de octubre de 1888) con Gildippe Odoard du Hazey de Versainville (La Villette, 31 de diciembre de 1867 - Cagny (Calvados), 12 de marzo de 1925).
3. Gilbert de La Rochefoucauld (La Roche-Guyon, 21 de agosto de 1889 -Castillo de La Roche-Guyon, 27 de noviembre de 1964). Tercer duque de La Roche-Guyon. Casado con 1) Princesa Hélène de La Trémoille (matrimonio anulado) (París, 1899 - Nyon, 1972) 2) Marie-Louise Lerche (Paknam Bangkok, 1899 - Mantes La Jolie, 1984).
4. Alfred II de La Rochefoucauld (La Roche-Guyon, 13 de agosto de 1928-Ginebra, 25 de octubre de 2013). Cuarto duque de La Roche-Guyon. Casado con Lydie Jacobé de Haut de Sigy (Besançon, 1932).
5. Guy-Antoine de La Rochefoucauld (Boulogne-Billancourt, 24 de febrero de 1958). Quinto duque de La Roche-Guyon. Casado con Yolaine Françoise Marie Leclerc de Hauteclocque (Caen, 1961).
6. Louis-Antoine de La Rochefoucauld (Londres, 13 de febrero de 1988). Heredero del título ducal. Hijo del precedente.

La actriz Sophie de La Rochefoucauld es hija del conde Hubert de La Rochefoucauld, hijo pequeño de Pierre de La Rochefoucauld, segundo duque de La Roche-Guyon.

## Duques deEstissac(desde 1840)
1. Alexandre Jules de La Rochefoucauld (1796–1856), nieto del duque François XIII, duque de Estissac, el 2 de julio de 1840.
2. Roger Paul Alexandre Louis de La Rochefoucauld (1826–1889), su hijo, duque de Estissac.
3. Alexandre Jules Paul Philippe François de La Rochefoucauld (1854–1930), su hijo, duque de Estissac.
4. Louis François Alexandre de La Rochefoucauld (1885–1950), su hijo, duque de Estissac.
5. Alexandre Louis Marie François de La Rochefoucauld (1917-2008), su hijo, duque de Estissac.
6. Pierre-Louis de La Rochefoucauld (* 1947), su hijo, duque de Estissac.
7. Alexandre Bernard Marie François de La Rochefoucauld (* 1984), su hijo, heredero del Título ducal.

## Duques deDoudeauville,duques de Bisaccia,duques de Estrées
Rama nacida de Louis, vizconde de la Rochefoucauld, segundo hijo de François I de la Rochefoucauld, padrino del rey Francisco I. Primero barones de Montendre, posteriormente marqueses de Surgères y finalmente duques de Doudeauville.
1. François I de La Rochefoucauld (+1541), barón y primer conde de La Rochefoucauld (1528), señor de Montendre. Chambelán de los reyes Carlos VIII de Francia y Luis XII de Francia. Padrino del rey Francisco I, lo sostuvo sobre la pila bautismal (12 de septiembre de 1494, en Cognac); su nombre fue atribuido al futuro rey. Se casó en segundas nupcias con Barbe du Bois, medio hermana de Antoine du Bois, obispo de Béziers.
2. Louis de La Rochefoucauld (1516?-1560?), su hijo, vizconde de La Rochefoucauld, señor de Montendre, casado con Jacquette de Mortemer.
3. François de La Rochefoucauld (1550?-1600), su hijo, vizconde de La Rochefoucauld, señor de Montendre, casado con Hélène de Goulard.
4. Isaac de La Rochefoucauld (1574?-1625), su hijo, vizconde de La Rochefoucauld, señor de Montendre, casado con Hélène de Fonsèque, hija de Charles de Fonsèque, señor de Surgères.
5. François de La Rochefoucauld (1672-1739), su nieto, su hijo, vizconde de La Rochefoucauld, marqués de Montendre, hugonote, emigró tras la revocación del edicto de Nantes, se alistó a la armada inglesa a condición de no luchar jamás contra Francia. Se convirtió en mariscal de campo de Gran Breta en 1739 (siendo el único francés en obtener este título), Master-General of the Ordnance (jefe del estado mayor de la Armada inglesa), Lieutenant Governor of Guernsey y Privy Councellor of Ireland (consejero privado de Irlanda. Está enterrado en la abadía de Westminster. Casado con Marie-Anne Von Spanheim, hija del embajador de Prusia. Sin descendencia.
6. François de La Rochefoucauld (1620?-1680?), hijo de Isaac, tío del anterior, vizconde de La Rochefoucauld, barón de Montendre, primer marqués de Surgères, casado con Anne de Philippier. Su hermana, Lucie de La Rochefoucauld, fue la madre del célebre Hilarion de Costentin de Tourville, almirante y mariscal de Francia.
7. Charles-François de La Rochefoucauld (1643?-1714?), su hijo, vizconde de la Rochefoucauld, barón de Montendre, segundo marqués de Surgères, casado con Anne de La Rochefoucauld.
8. François de La Rochefoucauld (1664-1731), su hijo, vizconde de la Rochefoucauld, barón de Montendre, tercer marqués de Surgères, casado con Angélique Lee, antepasado del general Robert Lee. Aventurero, participó en las expediciones de Le Moyne d'Iberville, que descubrió el Mississipi y fundó Luisiana.
9. Alexandre-Nicolas de La Rochefoucauld (1709-1760), su hijo, vizconde de la Rochefoucauld, barón de Montendre, cuarto marqués de Surgères, Teniente general de la armada del rey. Escritor y amigo de Voltaire. Casado con Jeanne Fleuriau d'Armenonville, hija del ministro de Asuntos Exteriores.
10. Jean-François de La Rochefoucauld (1735-1789), su hijo, vizconde de la Rochefoucauld, barón de Montendre, quinto marqués de Surgères, gobernador de Chartres, Caballero del Santo Espíritu, casado con Anne Chauvelin, hija de Germain-Louis Chauvelin, marqués de Grosbois, comentante de la Orden del Rey, guardia de los escudos de Francia. Ella fue la fundadora del Hospital La Rochefoucauld en París.
11. Ambroise-Polycarpe de La Rochefoucauld (1765–1841), su hijo, vizconde de la Rochefoucauld, barón de Montendre, sexto marqués de Surgères, primer duque de Doudeauville (1782, duque y par de Doudeauville en 1817), Grande de España. Ministro de la Casa del Rey (Primer ministro 1824-1827), Caballero del Santo Espíritu. Filántropo, funda en 1826 la École nationale supérieure d'agronomie de Grignon. Casado con Bénigne le Tellier de Louvois, descendiente en quinto grado de Louvois, fundadora de la Congregación de Religiosas de Nazaret (1822).[7]
12. Sosthènes I de La Rochefoucauld (1785–1864), vizconde de La Rochefoucauld, su hijo, barón de Montendre, séptimo marqués de Surgères, segundo duque de Doudeauville (1841), grande de España. Ayuda de campo de Carlos X de Francia (1814-1836), Director (ministro) de Bellas Artes. Casado con Élisabeth de Montmorency-Laval, hija de Mathieu duc de Montmorency, ministro de Asuntos Exteriores, miembro de la Academia Francesa.
13. Auguste Stanislas Marie Mathieu de La Rochefoucauld (1822–1887), vizconde de La Rochefoucauld, su hijo, barón de Montendre, octavo marqués de Surgères, tercer duque de Doudeauville (1864), grande de España. Casado con Marie de Colbert-Chabanais, descendiente de los Colbert de Saint-Pouange et de Villacerf y del ministro Charles Colbert de Croissy. Sin descendencia.
14. Sosthène II Marie Charles Gabriel de La Rochefoucauld (1825–1908), vizconde de la Rochefoucauld, su hermano, barón de Montendre, noveno marqués de surgères, décimo duque de Bisaccia, (1851 - Dos Sicilias), cuarto duque de Doudeauville (1887), grande de España. Embajador de Francia, diputado (1871-1898), consejero general de Sarthe, presidente del consejo general de Sarthe, presidente del Jockey Club, miembro de la Orden de Malta. Casado con Yolande, princesa de Polignac, hija del primer ministro del rey Carlos X de Francia y en segundas nupcias con Marie, princesa de Ligne.
15. Charles Marie François de La Rochefoucauld (1863–1907), su hijo, barón de Montendre, undécimo duque de Bisaccia (1887-1892), séptimo duque de Estrées (1892 - España). Casado con Charlotte, princesa de La Trémoïlle, hija del duque de La Trémoïlle. Fundador y presidente del Polo de París. Sin descendencia masculina.
16. Armand I François Jules Marie de La Rochefoucauld (1870–1963), vizconde de La Rochefoucauld, su hermano, barón de Montendre, décimo marqués de Surgères, duodécimo duque de Bisaccia (1892-1908), quinto duque de Doudeauville (1908), grande de España. Presidente del Jockey Club (1919-1963), presidente del Polo de París. consejero general de Sarthe. Casado con Lise, princesa Radziwill.[8]
17. Édouard François Marie de La Rochefoucauld (1874-1968), su hermano, barón de Montendre, decimotercer duque de Bisaccia (1908), casado con Camille de Colbert-Chabanais, descendiente de los  Colbert de Saint-Pouange et de Villacerf y del ministro Charles Colbert de Croissy. Sin descendencia masculina.
18. Sosthène III François Marie Constantin, vizconde de La Rochefoucauld (1897–1970), hijo de Armand I, sobrino del anterior, barón de Montendre, undécimo marqués de Surgères, octavo duque de Estrées (1907), sexto duque de Doudeauville (1963), grande de España, decimocuarto duque de Bisaccia (1968), Comendador de la legión de honor (en 1917 - cote Léonore 198000035/1039/19844-, siendo el más joven en obtener la medalla a título militar con el general Vallette d'Osia) (19 años). Casado en Madrid (1924) con Leonor de Saavedra, condesa de Torrehermosa y Viana. El rey Alfonso XIII fue testigo del matrimonio. Sin descendencia.
19. Armand II Charles François Marie de La Rochefoucauld (1902-1995), vizconde de La Rochefoucauld, su hermano, barón de Montendre, duodécimo marqués de Surgères, séptimo y último,[9] duque de Doudeauville (1970), grande de España, noveno duque de Estrées (1970), decimoquinto duque de Bisaccia (1970).

## Príncipes y condes  de La Rochefoucauld y de La Rochefoucauld de Montbel
- Aimery de La Rochefoucauld (1843–1920), sobrino del duque François XIV, príncipe de la Rochefoucauld (Baviera, 1909). Este título nunca tuvo autoridad en Francia. Habría servido a Proust para escribir el final de su personaje el barón de Charlus.
- Gabriel de La Rochefoucauld (1879–1974), su hijo, príncipe de La Rochefoucauld (Baviera, 1909)
- Jules de La Rochefoucauld (1857–1945), sobrino de Roger, duque de Estissac, después de la Rochefoucauld de Montbel, príncipe de La Rochefoucauld (Baviera, 1909).
- Emmanuel de La Rochefoucauld de Montbel (1883–1974), su hijo, príncipe de La Rochefoucauld - dossier Légion d'honneur 19800035/1229/41755
- Charles-Emmanuel de La Rochefoucauld de Montbel (1914-2000), su hijo, príncipe de La Rochefoucauld
- Dominique de La Rochefoucauld de Montbel (*1950), su hijo, príncipe de La Rochefoucauld. Es desde 2014 miembro soberano y gran hospitalario de la Orden de Malta[10]
- Gabriel de La Rochefoucauld de Montbel (*1987), su hijo, conde de La Rochefoucauld

## Rama de Bayers
- Guillaume de La Rochefoucauld-Bayers recibe la tierra de Bayers, en el Nord Charente, con su castillo en 1488.
- Louis Antoine de La Rochefoucauld adquirió el título de marqués por el rey hacia 1640.
- François-Joseph de La Rochefoucauld († 1792), obispo-conde de Beauvais y par de Francia, diputado del clero de Clermont durante los Estados generales de 1789. Asesinado junto a su hermano en la Prisión de los Carmes.
- Pierre-Louis de La Rochefoucauld-Bayers (° 1744- † 1792), hermano del anterior, obispo de Saintes, diputado del clero de Saintes durante los Estados generales de 1789. Asesinado junto a su hermano en la Prisión de los Carmes.
- Jacques-Louis II de La Rochefoucauld-Bayers (1751-1821), se casa en 1780 con Renée Surineau de La Menollière, hija de Antoine Surineau, caballero, y de Marie de Ghaisne de Bourmont.
- Charles-François de La Rochefoucauld-Bayers (1753-1819), hermano del anterior, diputado de los Estados generales de 1789
- Jean de La Rochefoucauld-Bayers (1757-1834), hermano de los anteriores, militar y político francés durante los siglos XVIII y XIX.
- Marie Constance de La Rochefoucauld-Bayers (1839-1911), casada con Armand, marqués de Baudry d'Asson, diputado de Vendée de 1876 a 1914.
- Mathilde de La Rochefoucauld-Bayers (1848-1885), casada el 21 de mayo de 1867 con Abel Durant de La Pastellière, conde de Neuilly.
- Raoul Gustave de La Rochefoucauld-Bayers (1845-1940), muere sin descendientes, fue el último marqués de Bayers.
- Victoria de La Rochefoucauld-Bayers (1880-1950), condesa de Bayers. Con ella se extingue la rama de Bayers.

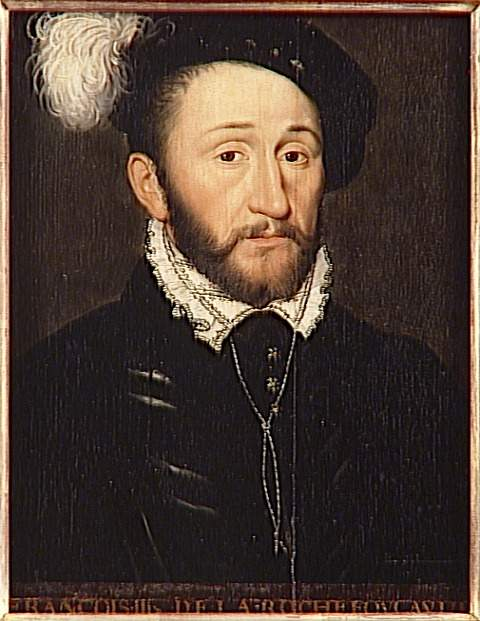
François de La Rochefoucauld

## Testimonio
- Saint-Simon: «Los duques de la Rochefoucauld se habían acostumbrado durante largo tiempo a desear únicamente un sucesor para que heredase todos los bienes y fortuna de su padre, a no casar ni hijas ni hijos más jóvenes, que no importaban para nada, haciéndolos ingresar en la Orden de Malta y en la iglesia; el primer duque de la Rochefoucauld hizo que su segundo y su cuarto hijo fuesen prelados».[11]

## Escudo heráldico
| Diseño | Nombre y blasón |
| Burelé d’argent et d’azur, à trois chevrons de gueules brochant sur le tout, le premier écimé. | Casa de La Rochefoucauld Burelé d’argent et d’azur, à trois chevrons de gueules brochant sur le tout, le premier écimé.· Este escudo es parecido al de los Lusignan (burelé d'argent et d'azur). El escudo de armas completo posee la representación del hada Melusina, por lo que los La Rochefoucauld descienden de los Lusignan. Le premier chevron devint écimé par la suite. Explicación del blasón (inédito, de Cyril Durant de La Pastellière que lo obtiene de Mathilde de La Rochefoucauld-Bayers, su tatarabuela): las diez barras en plata y adul representan los diez hijos de Melusina con Raymond de Lusignan, los tres chevrons representan a Melusina (el superior) y a sus hermanas Mélior et Palestine. |
| Burelé d’argent et d’azur, à trois chevrons de gueules brochant sur le tout, le premier écimé. | |
| Écartelé: aux 1 et 4, burelé d'argent et d'azur à trois chevrons de gueules brochant, le premier écimé (La Rochefoucauld) ; au 2 et 3, d'or à une écusson d'azur.                                                                                               | Charles de La Rochefoucauld (1520-1583), señor de Barbezieux, de Linières, de Meillant y de Preuilly, Chevalier du Saint-Esprit (reçu le 31 décembre 1578) Cuarteles: de 1 et 4, burelé de plata y de azul en tres chevrons de gueules brochant, el primer écimé (La Rochefoucauld) ; al 2 y 3, de oro con un escudo azul. |
| Écartelé : aux 1 et 4, de gueules à la bande d'argent (de Roye) ; au 2 et 3, d'or au lion d'azur armé et lampassé de gueules (Limoges) ; sur le tout, burelé d'argent et d'azur à trois chevrons de gueules brochant, le premier chef écimé (La Rochefoucault). | François XII de La Rochefoucauld-Liancourt (1747-1827), duque de Liancourt, después duque de La Rochefoucauld, homme politique, científico y filántropo français, Cuarteles : de 1 et 4, de gueules à la bande de plata (de Roye) ; el 2, de oro con un león azul armado y lampassé de gueules (de Roussy) ; encima de todo, burelé de plata y azul con tres chevrons de gueules brochant, el primer écimé (La Rochefoucauld). |

## Castillos y hoteles

### Castillos
- Castillo de Armainvilliers, Tournan-en-Brie (Seine-et-Marne)
- Castillo de Barbezieux, Barbezieux-Saint-Hilaire (Charente)
- Castillo de los duques de Bisaccia, Bisaccia (Campaña, Italia) (Castello ducale di Bisaccia)
- Castillo de Blanzac, Blanzac (Charente)
- Castillo de Bayers, Bayers (Charente)
- Castillo de Challain-la-Potherie, Challain-la-Potherie (Maine-et-Loire)
- Castillo de Marthon, Marthon (Charente)
- Castillo de Ermenonville, Ermenonville (Oise)
- Castillo de Esclimont, Saint-Symphorien-le-Château (Eure-et-Loir)
- Castillo de Estissac, Aube
- Castillo de Onzain, Onzain (Loir-et-Cher)
- Castillo de Bonnétable, Bonnétable (Sarthe)
- Château de Combreux, Combreux (Loiret)
- Castillo de Doudeauville, Doudeauville (Pas-de-Calais)
- Castillo de Mauny, Mauny (Seine-Maritime)
- Castillo de Fréteval, Fréteval (Loir-et-Cher)
- Castillo de La Gaudinière, La Ville-aux-Clercs (Loir-et-Cher)
- Señorío de Houx, Houx (Eure-et-Loir)
- Castillo de La Roche-Guyon, La Roche-Guyon (Val-d'Oise)
- Château de la Rochefoucauld, Liancourt (Oise)
- Castillo de La Rochefoucauld, La Rochefoucauld (Charente)
- Château de Lignières, Lignières (Cher (departamento))
- Castillo de Montendre, Montendre (Charente Marítimo)
- Château de Montmirail, Montmirail (Marne)
- Castillo de Morville, Morville (Manche)
- Castillo de Rochefort-en-Yvelines, Rochefort-en-Yvelines (Yvelines)
- Castillo de Rochegonde, Rochegonde (Cantal)
- Castillo de Surgères, Surgères (Charente Marítimo)
- Castillo de la Tour, Rivarennes (Indre)
- Castillo de Versainville, Versainville (Calvados)
- Château de Verteuil, Verteuil-sur-Charente (Charente)
- Castillo de la Bergerie, Saint-Hippolyte (Charente Marítimo)
- Castillo de Bas Turny, Bas-Turny (Yonne)
- Dominio real de Randan, Randan (Puy-de-Dôme)
- Castillo de La Barre, Saint-Laurent-du-Mottay (Maine-et-Loire), marqués Raoul Gustave de La Rochefoucauld-Bayers
- Château de Fresnay, Plessé, (Loire-Atlantique), condesa Victoire de La Rochefoucauld-Bayers
- Castillo de las Planches, La Garnache (Vendée)

### Hoteles y otras propiedades
- La Vallée-aux-Loups, Châtenay-Malabry (Hauts-de-Seine)
- Hôtel de La Rochefoucauld-Doudeauville, 47 rue de Varenne, París VII, desde 1937 embajada de Italia
- Hôtel de La Rochefoucauld-Bayers, 12 rue Henry-IV, Nantes
- Hôtel de La Rochefoucauld-Ligne, 15 avenue Charles Floquet, París VII, embajada de la República Checa
- Hôtel de Versainville, 18 boulevard des Invalides, París VII
- Hôtel de La Rochefoucauld d'Estissac, 28 bis rue Saint-Dominique, París VII
- Villa La Rochefoucauld, Biarritz (Pyrénées-Atlantiques)